# Qarqaraly Aūdany
Qarqaraly Aūdany är ett distrikt i Kazakstan.   Det ligger i oblystet Qaraghandy, i den östra delen av landet, 400 km sydost om huvudstaden Astana.